# سیارک ۲۹۲

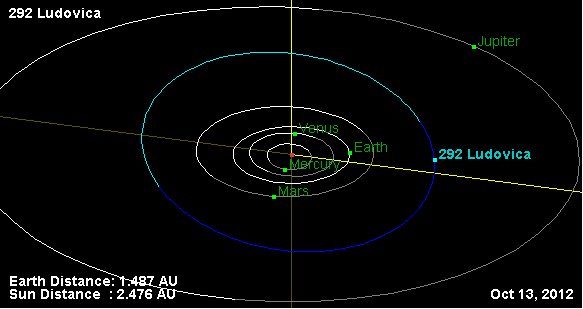
مدار سیارک ۲۹۲ و موقعیت آن در منظومه شمسی

سیارک ۲۹۲ (به انگلیسی: 292 Ludovica) دویست و نود و دومین سیارک کشف شده‌است که در ۲۵ آوریل ۱۸۹۰ و در وین کشف شد.
قدر مطلق سیارک برابر ۹٫۵۰ است.